# إسكتلندا
اِسْكُتْلَنْدَا (بالانجليزية: Scotland) دولة في شمال غرب أوروبا، تعتبر جزء من الدول الأربع المكونة المملكة المتحدة. تحتل الثلث الشمالي من جزيرة بريطانيا العظمى وتحدها جنوباً إنجلترا ويحدها شرقاً بحر الشمال وغرباً المحيط الأطلسي، عاصمتها أدنبرة.
تنقسم اسكتلندا إلى 32 قسمًا إداريًا أو سلطات محلية، تُعرف باسم مجلس المناطق. مدينة غلاسكو هي أكبر منطقة مجلس من حيث عدد السكان، ومدينة هايلاند هي الأكبر من حيث المساحة. حكومة اِسْكُتْلَنْدَا لديها سلطة حكم ذاتي محدودة تغطي عدة مسائل مثل التعليم والخدمات الاجتماعية والطرق والمواصلات، تم تفويضها من الحكومة الاسكتلندية إلى كل قسم فرعي. اِسْكُتْلَنْدَا هي ثاني أكبر دولة في المملكة المتحدة، وكان عدد سكانها يمثلون 8.3٪ من السكان عام 2012.
ظهرت مملكة اسكتلندا في القرن التاسع، من اندماج مملكة دالريادا الغيلية ومملكة البيكتس، واستمرت كدولة مستقلة ذات سيادة حتى سنة 1707م. وفي عام 1603م تولى جيمس السادس والأول الحكم كملك اسكتلندا وإنجلترا ومملكة أيرلندا، وشكلَ اتحادًا شخصياً يضم الممالك الثلاث عُرف باسم اتحاد التيجان. بعد ذلك دخلت اسكتلندا في اتحاد سياسي مع مملكة إنجلترا في 1 مايو 1707م لإنشاء مملكة بريطانيا العظمى الجديدة آنذاك.

## التسمية
اسكتلندا تسمى أيضاً ايقوسية أو إسقوسية أو سقوسية وتسميتها اللاتينية القديمة «كاليدونيا» (Caledonia) ولا علاقة لذلك مباشرة باسم «كاليدونيا الجديدة».
وأصل التسمية أتى من كلمة سكوتي (en) وهي التسمية اللاتينية لشعب الغال والغال اسم أطلقه الرومان على الشعب الذي استوطن تلك الأراضي منذ عصر ما قبل التاريخ

## جغرافيا

تغطي ثلث مجموع منطقة بريطانيا العظمى، كما تتكون من أكثر من 790 جزيرة. يحدها من الشمال والغرب المحيط الأطلسي، ومن الشرق بحر الشمال، جنوب إنجلترا وفي الجنوب الغربي مع القناة الشمالية والبحر الأيرلندي. تغطي الأراضي الإسكتلندية 78.772 كم²، وعدد سكانها يقدر ب 5.116.900 نسمة، الكثافة السكانية تقدر ب65 نسمة لكل كم². العاصمة إدنبره، وتعد غلاسكو هي أكبر مدينة في والتي تضم 20 ٪ من مجموع سكان اسكتلندا.
يشكل نهر تويد وتلال اسكتلندا الشفيوت الحدود الجنوبية مع إنجلترا. وتفصل القناة الشمالية الغربية جنوب غرب اسكتلندا من أيرلندا الشمالية. والساحل الشمالي الغربي يطل على المحيط الأطلسي. ويواجه الشرق بحر الشمال. ويواجه الساحل الشرقي لبحر الشمال، والذي يفصل بين اسكتلندا من البر الرئيسي لأوروبا.

### السطح
تشغل اسكتلندا الثلث الشمالي من جزيرة بريطانيا ويمثل نهر تويد وتلال تشيفيوت حدودها الجنوبية مع إنجلترا.

### الأقاليم الجغرافية
تنقسم اسكتلندا إلى ثلاثة أقاليم جغرافية هي من الشمال إلى الجنوب:

#### المرتفعات (إقليم الهايلاند)
إقليم وعر وقاحل تمتد فيه سلسلتان جبليتان هما المرتفعات الشمالية وجبال جرامبيان، وتتخللها حافات تتجه من الشمال الشرقي إلى الجنوب الغربي، ويفصل بينهما وادٍ عميق هو وادي جلن مور ويصل أقصى ارتفاع عند قمة بن نِفِيز 1,343م فوق سطح البحر. ويوجد في المرتفعات نوعان من الأودية: أودية ضيقة شديدة الانحدار وأودية واسعة متموجة، وتخلو المرتفعات من الأشجار، وتصبح أكثر وعورة في اتجاه الغرب، ويعيش معظم سكانها في السهول الساحلية.

#### الأراضي المنخفضة الوسطى
تخترقها أودية أنهار كلايد وفورث وتاي، وتوجد بها أفضل مزارع اسكتلندا ومواردها المعدنية ويعيش فيها ثلاثة أرباع سكان البلاد.

#### المرتفعات الجنوبية
تتكون من أراضي خلنجية متموجة تتناثر فيها جروف صخرية. وقمم التلال قاحلة ولكن منحدراتها السفلية تغطيها المراعي التي تربى عليها الأبقار والأغنام. وتنتهي التلال في الجنوب عند مرتفعات تشيفيوت.

### الأنهار والبحيرات
يمثل نهر كلايد أهم أنهار اسكتلندا، وقد تم توسيع مجرى النهر وتعميقه ليكون صالحًا للملاحة وتستخدمه السفن حتى غلاسكو، أما نهر تاي فيعد أكبر أنهار البلاد. وتصب معظم أنهار اسكتلندا في خلجان واسعة. وتقع معظم بحيرات اسكتلندا في أودية عميقة في المرتفعات. وأكبر البحيرات بحيرة لومند، وتمتد مجموعة من البحيرات في وادي جلن مور وتربط قنال كاليدونيا هذه البحيرات. وأشهر هذه البحيرات بحيرة نس التي يُعتقد بأن بها حيوانًا خرافيًا.
محك

### الجزر
تحف باسكتلندا مئات الجزر وتقع مجموعة جزر هبريدز، وهي أكبرها، قبالة الساحل الغربي من البلاد بينما تقع جزر أوركني وشتلاند في شمالي اسكتلندا.

## تاريخ

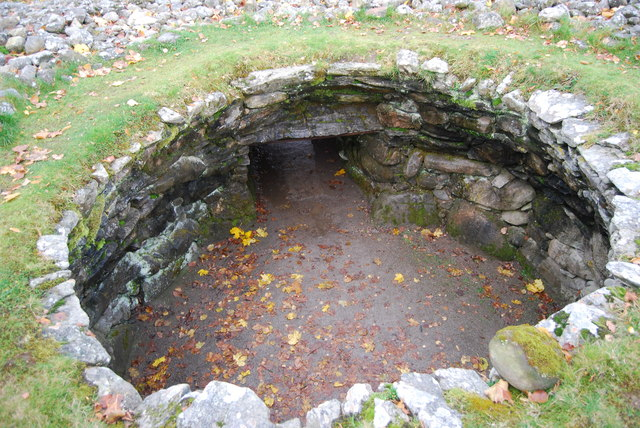
غرفة تعود للعصرالنيوليتي

كان أول استيطان لإسكتلندا في عام 6000 ق.م، حيث استوطنها بعض صائدي الأسماك وبعض الصيادين المهاجرين الآخرين الذين جاءوها بحرًا من جهة الجنوب. وزاد عدد أولئك المهاجرين إلى اسكتلندا في العصر الحجري الحديث، حيث مارسوا شيءً من الزراعة، دلت عليها آثارهم التي خلفوها، من فخار وعظام وأدوات.
وبنهاية هذا العصر الحجري الحديث، وفدت إلى اسكتلندا مجموعات جديدة، جاءت من ألمانيا، سماها علماء الآثار مجموعة الأواني لأنهم دفنوا موتاهم في قوارير كبيرة أشبه ما تكون بالكؤوس، ثم تلتهم مجموعة مهاجرين قادمة من أواسط أوروبا، هم المعروفون ببناة الأبراج.
وعندما غزا الرومان بريطانيا عام 43م، وجدوا أقوامًا يسكنون أجزاءً من اسكتلندا، هي الجهات الشمالية والجنوبية لنهري كلايد ونهر فورث [الإنجليزية]. وقد أخضعهم الرومان لسلطانهم، وسموهم البكتز (البقط) وكانوا يلونون أجسامهم بالألوان. وفي القرن الرابع الميلادي، هاجر إلى اسكتلندا أقوام من أيرلندا، عرفوا في التاريخ بالإسكتلنديين ونشروا لغتهم المعروفة بالغيلية وثقافتهم. وبانسحاب الرومان من بريطانيا، غزتها أقوام
الأنجلو-سكسون، وتمكنوا في بداية القرن السابع الميلادي من احتلال المنطقة الواقعة حول أدنبرة، وكذلك استقر الفايكنج في الأطراف الشمالية من اسكتلندا خلال القرنين الثامن والتاسع الميلاديين.

### ما قبل التاريخ
عاش الناس في اسكتلندا لما لا يقل عن 8,500 سنة قبل تاريخ بريطانيا المسجل. في وقت ما، أثناء العصر الجليدي الأخير (130,000 – 70,000 قبل الميلاد) كان المناخ في أوروبا أكثر دفئًا من المناخ السائد اليوم، وقد يكون البشر الأوائل قد شقوا طريقهم إلى اسكتلندا آنذاك مع الاكتشاف المحتمل لمحاور ما قبل العصر الجليدي في أوركني والبرّ الرئيسي لإسكتلندا. شقّت الأنهار الجليدية طريقها عبر معظم أنحاء بريطانيا، وفقط بعد تراجع الجليد أصبحت اسكتلندا مرة أخرى صالحة للسكن في حوالي 9600 قبل الميلاد. شكّلت معسكرات الصيادين في العصر الحجري القديم العلوي أولى المستوطنات المعروفة، مع اكتشاف عدد من علماء الآثار معسكرًا بالقرب من بيغار والذي يعود تاريخه إلى حوالي 12000 قبل الميلاد. ثمّة العديد من المواقع الأخرى التي تم العثور عليها حول اسكتلندا والتي تقدم صورة عن الأشخاص الذين يستخدمون قوارب شديدة التنقل باستخدام أدوات من العظام والحجارة والقنوات.
أقدم منزل توجد أدلة عليه في بريطانيا هو الهيكل البيضوي للمراكز الخشبية التي عثر عليها في جنوب كوينزفيري بالقرب من خور فورث والذي يعود تاريخه إلى العصر الحجري المتوسط حوالي 8240 قبل الميلاد. ومن المحتمل أن تكون أقدم الهياكل الحجرية الثلاثة الموجودة في جورا، والتي يرجع تاريخها إلى حوالي 6000 قبل الميلاد.
جلبت الزراعة في العصر الحجري الحديث مستوطنات دائمة. ومن بين الأدلة على ذلك المنزل الحجري المحفوظ بعناية في ناب هاوار في بابا ويستراي، الذي يعود تاريخه إلى حوالي 3500 قبل الميلاد وقرية المنازل المماثلة في سكارا براي في غرب البرّ الرئيسي، أوركني من حوالي 500 عام بعد ذلك. صنع المستوطنون المقابر الحجرية من حوالي 3500 قبل الميلاد مثلما الأمر في مايشو، ثم من حوالي 3000 قبل الميلاد، وُجدت الأحجار والدوائر الناهضة مثل تلك الموجودة في ستينيس في البرّ الرئيسي لأوركني، والتي يرجع تاريخها إلى حوالي 3100 قبل الميلاد، وهي مكونة من أربعة أحجار يبلغ ارتفاعها 16 قدم (5 متر). عُدّ ذلك جزءًا من نمط تطور في العديد من المناطق في جميع أنحاء أوروبا في نفس الوقت تقريبًا.

بالكمباك ،دوائر حجرية

استمرت صناعة المقابر الحجرية والآثار العملاقة إلى العصر البرونزي، الذي بدأ في اسكتلندا حوالي عام 2000 قبل الميلاد. مثلما هو الحال في أي مكان آخر في أوروبا، تم إدخال حصون التلال لأول مرة في هذه الفترة، بما في ذلك احتلال إيلدون هيل بالقرب من ميلروز في الحدود الاسكتلندية، من حوالي 1000 قبل الميلاد، والتي تكونت من عدة مئات من المنازل على حصن تلّ. من العصر البرونزي المبكر والمتوسط، ثمّة أدلة على وجود منازل مستديرة خلوية من الحجر، مثلما هو الحال في جارلسهوف وسومبرج في شتلاند. ثمّة أيضًا أدلة على احتلال الكرانيج والمنازل المستديرة التي بنيت جزئيًا أو كليًا على جزر اصطناعية التي تكون عادةً في البحيرات والأنهار ومياه الأنهار.
في أوائل العصر الحديدي، من القرن السابع قبل الميلاد، بدأ استبدال المنازل المستديرة الخلوية في الجزر الشمالية بمنازل بسيطة في المحيط الأطلسي إلى جانب مباني دائرية كبيرة باستخدام الحجر الجاف. من حوالي 400 قبل الميلاد، بدأ بناء المزيد من المنازل الدائرية الأطلسية المعقدة، مثلما هو الحال في هاو وأوركني وكروسكيرك، كيثنيس. أكثر المباني الضخمة التي تعود إلى هذه الحقبة هي أبراج بروش الدائرية، وربما يعود تاريخها إلى حوالي 200 قبل الميلاد. شهدت هذه الفترة أيضًا بناء أول غرفة قيادة، وهي عبارة عن منزل دائري الشكل ذو جدار خارجي مميز، وهي مؤلفة من رصيف حجري (شبيهة بالعجلات)، لكنها تطورت إلى حدّ كبير في عصر الاحتلال الروماني. ثمّة أدلة لحوالي 1000 حصن تلّ من العصر الحديدي في اسكتلندا، يقع معظمها تحت خط كلايد-فورث، والتي ساعدت بعض علماء الآثار على اكتشاف مجتمع من الحكام الصغار والنخب المحاربة التي يمكن التعرف عليها من الحسابات الرومانية التاريخية.

### الغزو الروماني

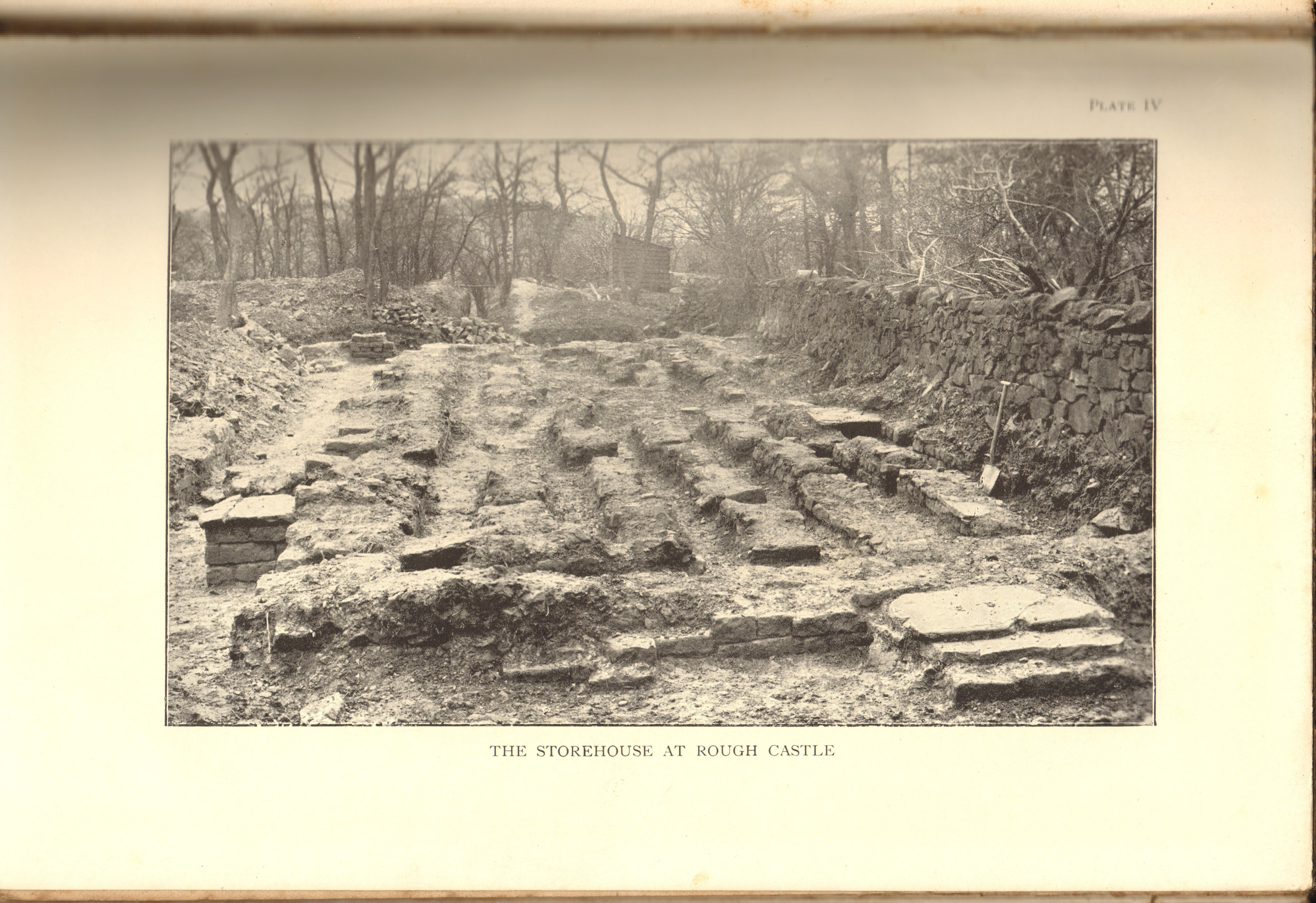
بقايا السورالروماني عام 1911

وُضعت حسابات ما قبل الرومان التاريخية الناجية في اسكتلندا من قِبَل الجغرافي بيثياس الإغريقي من مارسيليا، الذي يُعتقد أنه أبحر عبر جزر البيون البريطانية (بريطانيا) وإيرن (أيرلندا) في وقت ما حوالي 325 قبل الميلاد. كانت أقصى نقطة في شمال بريطانيا تسمى أوركاس (أوركني). بحلول عهد بلينيوس الأكبر، الذي توفي عام 79، كانت معرفة الرومان بجغرافية اسكتلندا قد امتدت إلى هيبريدس (هبرديس) ودومنا (ربما هبريدس الخارجية) والغابة الكاليدونية وسكان كاليدونيا، الذين أطلق الرومان عليها اسم المنطقة شمال كالدونيا التابعة لهم. حدّد بطليموس، ربما بالاعتماد على مصادر المعلومات السابقة، فضلًا عن المزيد من الروايات المعاصرة من غزو نيياس جولياس أغريقولا، وجود 18 قبيلة في اسكتلندا في معجمه الخاص عن الجغرافية، لكن العديد من الأسماء كانت غامضة وأصبح المعجم أقل موثوقية في الشمال والغرب، ما يشير إلى أن المعرفة الرومانية المبكرة لهذه المناطق اقتصرت على ملاحظاتهم من خلال البحر.
بدأ الفتح الروماني لبريطانيا بشكل جدي في عام 43، ما أدى إلى إنشاء مقاطعة بريطانيا الرومانية في الجنوب. بحلول عام 71، شنّ الحاكم الروماني كوينتوس بيتليوس سيرياليس غزوه على ما هو الآن اسكتلندا.
في عام 78، وصل نيياس جولياس أغريقولا إلى بريطانيا ليتولى تعيينه حاكمًا جديدًا، وبدأ سلسلة من الغارات الكبرى. ويقال بأنه دفع بجيوشه إلى مصب «نهر تاوس» (الذي يفترض أنه نهر تاي) وأنشأ حصون هناك بما في ذلك قلعة أسقفية في إنشتوتيل. بعد انتصاره على القبائل الشمالية في مونس غروبيوس في عام 84، تم إنشاء سلسلة من الحصون والأبراج على طول مرتفعات غاسك، والتي شكلت الحدود بين المناطق المنخفضة والمرتفعات، وربما شكلت الليمس أو الحدود الرومانية الأولى في اسكتلندا. كان خلفاء أغريقولا غير قادرين أو غير راغبين في المزيد من الخضوع في أقصى الشمال. بحلول عام 87، اقتصر الاحتلال على المرتفعات الجنوبية ثم مع نهاية القرن الأول كان الحدّ الشمالي للتوسع الروماني مقتصرًا ليشمل المناطق بين نهر تاين وسولواي فيرث. انسحب الرومان في نهاية المطاف إلى خط أبعد إلى ما هو الآن شمال إنجلترا، وبدؤوا ببناء التحصينات المعروفة باسم سور هادريان من الساحل إلى الساحل.
في حوالي عام 141، قام الرومان بإعادة احتلال جنوب اسكتلندا، متقدمين لبناء ليمس جديدة بين فرث فورث وفيرث كلايد، والتي أصبحت تُعرف باسم جدار أنطونين. إن أضخم بناء للرومان داخل اسكتلندا، هو جدار مرجي مغطى بالعشب على ارتفاع 20 قدم (6 أمتار) مع تسعة عشر فرعًا. امتد الجدار لحوالي 37 ميل (60 كم). بعد أن استغرق بناء الجدار اثني عشر عامًا، تم اجتيازه وهجره بعد 160 عامًا تقريبًا. تراجع الرومان إلى خط جدار هادريان. توغلت القوات الرومانية بعيدًا في شمال اسكتلندا الحديثة عدة مرات أخرى، مع ما لا يقل عن أربع حملات رئيسية.
كان أبرز غزو في عام 209 عندما قاد الإمبراطور سيبتيموس سيفيروس قوة كبيرة إلى الشمال. بعد وفاة سيفيروس في عام 210، انسحبوا جنوبًا إلى جدار هادريان، الذي شكّل الحدود الرومانية حتى انهياره في القرن الخامس. بحلول نهاية الاحتلال الروماني لجنوب ووسط بريطانيا في القرن الخامس، ظهر البيكتيون كقوة مهيمنة في شمال اسكتلندا، مع مختلف قبائل البريطونيون الكلتيون التي واجهها الرومان هناك لاحتلال النصف الجنوبي من البلاد. رغم ذلك، لم يكن التأثير الروماني على الثقافة والتاريخ الإسكتلندي دائمًا.

### مطامع إنجلترا
كانت اسكتلندا عرضة للتأثيرات الأنجلو-سكسونية، والأنجلو ـ نورمندية طوال القرنين العاشر والحادي عشر الميلاديين. ونتج عن التأثيرات النورمندية أن تحولت اسكتلندا إلى دولة إقطاعية ذات إدارة منظمة ونظام مالي راسخ، الأمر الذي ساعد على ازدهارها الزراعي والحضري، وكانت لها علاقات بإنجلترا، كما كانت لها أطماع أيضًا في بعض الأراضي الإنجليزية كمنطقة نورثمبرلاند.
وقد كان لملوك إنجلترا المطامع نفسها في اسكتلندا، بل إن بعضهم نجح في فترات من القرن الثاني عشر الميلادي في جعل مملكة اسكتلندا تابعة لهم. وهكذا كانت العلاقة بين المملكتين في حركة مد وجزْر دائمة. فمثلاً، شهدت السنوات الأخيرة من الثالث عشر الميلادي، وكل سنوات الرابع عشر، محاولات ملوك إنجلترا فرض سيطرتهم على اسكتلندا، وبالمقابل ثورات الإسكتلنديين تحت قيادة زعمائهم المحليين للخلاص من تلك السيطرة الإنجليزية. وقد تحقق لأهل اسكتلندا ما أرادوا، إذ اعترف الإنجليز باستقلالهم في عام 1328م بعد حروب طاحنة.
وباستقلال اسكتلندا، بدأت فترة حكم عائلة ستيوارت الأولى في الفترة (1371 ـ 1488م). شهدت الفترة نفسها ازدهار الأدب الإسكتلندي، وظهور شعراء كبار مثل جون باربر، وهاري الأعمى وآخرين.

### ملوك النهضة

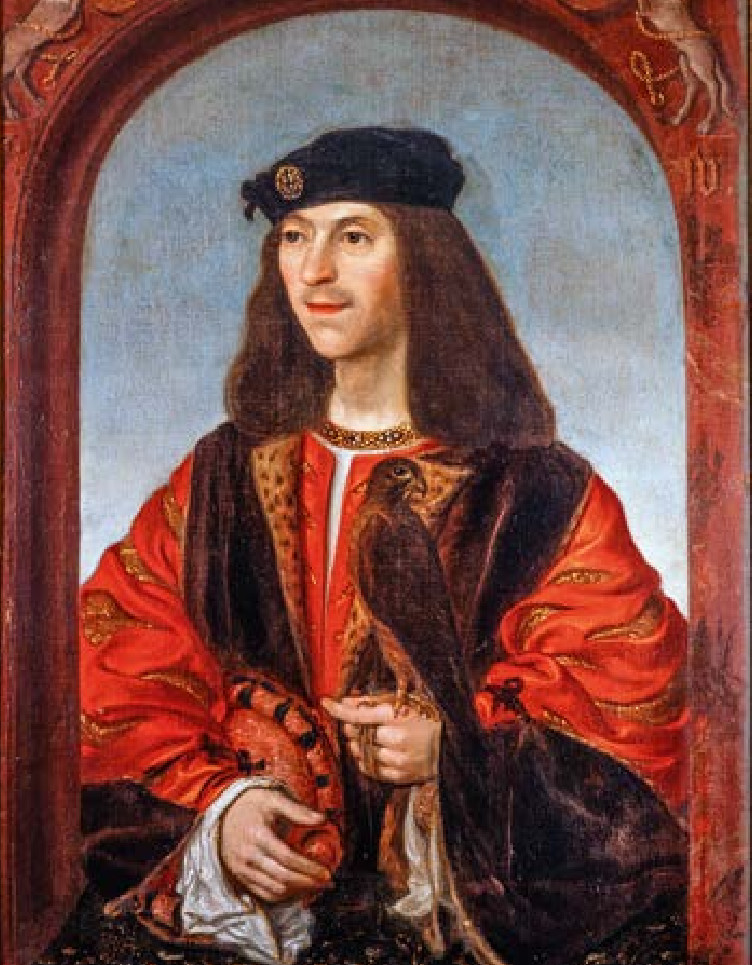
الملك جيمس الرابع

تلت هذه الفترة ماعرف بفترة ملوك النهضة ولعل أهمهم جيمس الرابع، وجيمس الخامس، اللذان قاما في مرات عديدة بغزو إنجلترا، كما تعرضا لغزو منها. وكانت تلك الحروب وخيمة على كلتا المملكتين. وقد انحاز جيمس الخامس إلى جانب فرنسا في حربها مع إنجلترا، وتزوج من إحدى النبيلات الفرنسيات، الأمر الذي أدى إلى تزايد النفوذ الفرنسي في البلاط الإسكتلندي وإلى انحياز النبلاء إلى رجال الكنيسة ودعوات الإصلاح الديني أملاً في مقاومة هذا النفوذ.
وتطور أمر هذا الإصلاح ليؤدي إلى إعلان اسكتلندا دولة بروتستانتية لا سلطة للبابا على كنيستها وتحميها الملكة ماري ملكة الأسكتلنديين عام 1559م والتي ثار عليها النبلاء وأجبروها على التخلي عن العرش، وأودعوها السجن. ولكنها تمكنت من الهرب إلى إنجلترا طالبة مساندة الملكة إليزابيث الأولى، ولكن هذه بدل أن تعينها سجنتها، ثم قامت بإعدامها عام 1587م، فخلفها ابنها جيمس السادس والذي حكم بفاعلية. وفي عام 1603م، صار ملكًا لإنجلترا، تحت اسم جيمس الأول، بسبب وفاة الملكة الإنجليزية إليزابيث الأولى لأنه كان أقرب أقاربها إليها؛ فورث عرشها.

## سكان
اشتهر الشعب الإسكتلندي بعلاقاته الأسرية المتينة والتنانير الملونة ومهارته الحربية. لكن رياح التغيير أصابت هذه الجوانب ولم يعد الإسكتلندي الحالي يهتم بها الآن.

### السكان أمس واليوم

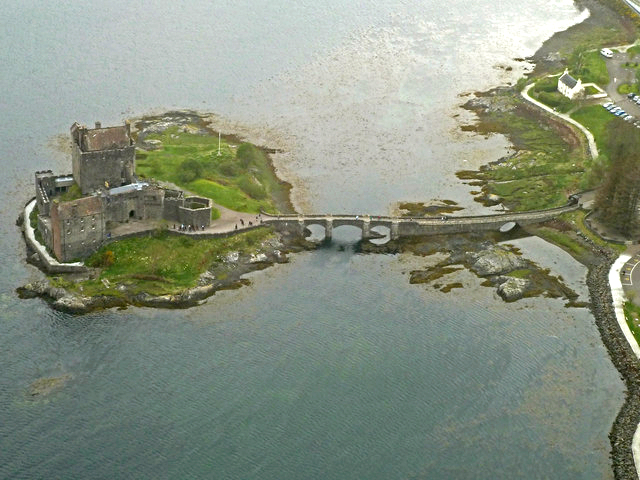
قلعة الين دونن

ينحدر معظم سكان اسكتلندا من المغيرين الذين وفدوا إلى البلاد واستقروا فيها قبل آلاف السنين، وهم يشملون السلتيين والإسكندينافيين والأسكتلنديين. وقد تركت كل مجموعة من هؤلاء أثرها في الحضارة الأسكتلندية.
يبلغ عدد سكان اسكتلندا حوالي خمسة ملايين نسمة، يعيش ثلاثة أرباعهم في المنخفضات الوسطى المزدحمة التي تشكل حوالي سدس مساحة البلاد، بينما يعيش عدد قليل من السكان في المرتفعات الوعرة التي تشكل ثلثي مساحة البلاد في الشمال، وفي المرتفعات الجنوبية. ويعيش نحو 2% من السكان في جزيرتي أوركتي وشتلاند والجزر الغربية.
وفي اسكتلندا عدة مدن يتجاوز سكانها 100,000 نسمة منها غلاسكو، أكبر مدنها، وبها 654,542 نسمة، تليها أدنبرة العاصمة وبها 421,213 نسمة، ومن مدنها الكبيرة أبردين ودندي.
تعاني اسكتلندا هجرة أهلها، إذ يهاجر الآلاف سنويًا بسبب قلة الوظائف، مما استدعى إقامة صناعات جديدة للحد من هذه الظاهرة.

### اللغة الرسمية
لاسكتلندا ثلاث لغات رسمية هي الإنجليزية والاسكتلندية والغيلية. معظم السكان يتحدثون الإنجليزية الاسكتلندية (إنجليزية بلكنة اسكتلندية) ويتحدث سكان المناطق غير الحضرية باللغة الاسكتلندية، التي يفضّل البعض تصنيفها كإحدى لهجات الإنجليزية. أما في المرتفعات والجزر الإسكتلندية فيتحدث السكان اللغة الغيلية، وهي لغة كلتية قديمة.

### أنماط المعيشة
لا يختلف نمط المعيشة في اسكتلندا كثيرًا عن النمط السائد في المجتمعات الصناعية في المملكة المتحدة، إذ يعمل السكان نهارًا ويقضون الليل في الحانات ومشاهدة البرامج التلفازية التي تبثها هيئة الإذاعة البريطانية وثلاث شركات مستقلة.
يمتلك معظم الإسكتلنديين مزارعهم، وتوجد أراضٍ واسعة في الجنوب يؤَجَّر بعضها للمزارعين، وفي المرتفعات الغربية، يؤجِّر المزارعون قطعًا صغيرة لزراعتها. ونظرًا لبرودة الطقس، يرتدي الإسكتلنديون بِذَلاً ومعاطف مصنوعة من التويد وملابس صوفية مصنوعة محليًا.
تعود معظم التقاليد الأسكتلندية إلى نظام العشائر ومن أهم معالمها الكلتية المربعة النقش؛ إذ لكل عشيرة تصميمها الكلتي الخاص الذي يسمى الطرطان، وهو يستخدم في القمصان وأربطة العنق والملابس الأخرى. وتمثل موسيقى القِرَب تقليدًا شهيرًا في المرتفعات.

### الطعام والترفيه
يتسم الطبخ الإسكتلندي بالبساطة. والأكلات المفضلة هي سمك الرنجة والسالمون المدخن ولحم البقر والضأن المشوي والهاغس ودقيق الشوفان.
يستمتع الأسكتلنديون بالهواء الطلق، إذ توجد في بلادهم مناطق مفتوحة واسعة ومتنزهات قومية تغطي 13% من مساحة البلاد. ومن أنواع الرياضة التي يمارسها الأسكتلنديون الجولف وكرة القدم والرجبي. وكذلك سباق العدو والرقص. ويقبل العديد من السياح من كل أنحاء العالم على صيد سمك السالمون والتروتة من النهيرات الجبلية الصافية، كما يمارس الناس التزلج على الجليد وتسلق الجبال والصيد والرماية.

## الدين
حسب إحصاءات عام 2011: وُجد أن 54% من السكان مسيحيون، بينما يعتبر 37% أنفسهم بلا دين
الكنيسة القومية في اسكتلندا أصبحت بروتيستانتية منذ عام 1560، وتتمتع الكنيسة بالاستقلال عن الدولة، وبعضوية 12% من السكان.
في اسكتلندا أيضا نسبة من الكاثوليك، تقدر ب 19% من السكان، خصوصًا في غرب البلاد.
وتوجد أعداد أقل من المنتمين لكنائس أخرى، كـ كنيسة اسكتلندا الحرة والكنيسة الأسقفية السكوتلندية
يعد الإسلام أكبر ديانة غير مسيحية في اسكتلندا، ويبلغ عدد المسلمين حوالي 75,000 مسلم (حوالي 1.4% من السكان).
كما يعيش في اسكتلندا بعض الأقليات التي تعتنق اليهودية والبوذية والسيخية خصوصاً في غلاسكو.

## التعليم

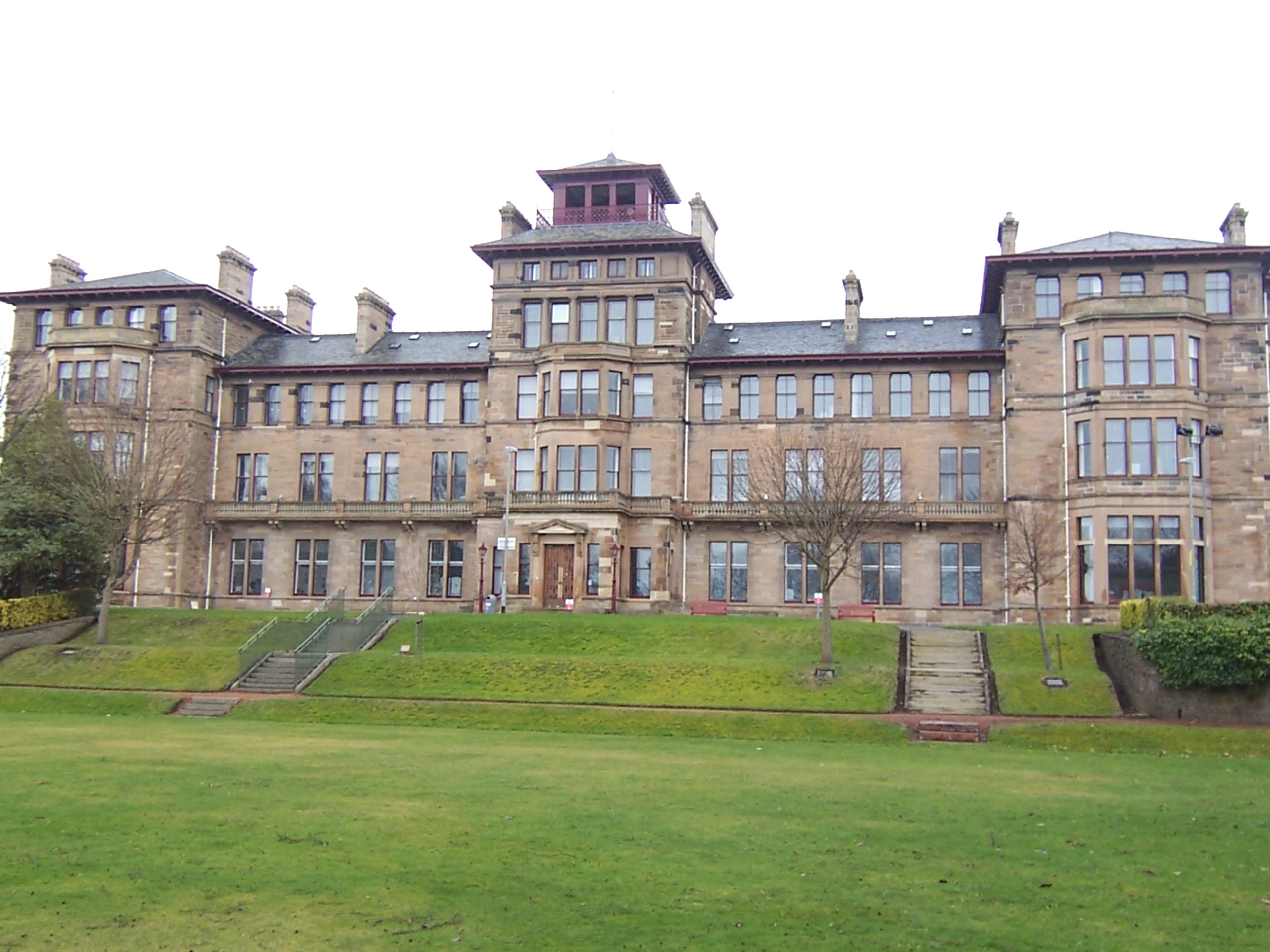
جامعة إدنبره

ينفصل نظام التعليم في اسكتلندا ويختلف عن النظم المتبعة في باقي أجزاء المملكة المتحدة. وتقوم مصلحة التعليم الأسكتلندي وسلطات تعليمية محلية بالإشراف على المدارس التي يجب على الأطفال ما بين الخامسة والسادسة عشرة من العمر دخولها. ومعظم هذه المدارس حكومية. وحتى السبعينيات، كانت لاسكتلندا مدارس منفصلة للتعليم المهني والأكاديمي ثم تحولت هذه المدارس إلى مدارس شاملة، كما أن هناك ثماني جامعات. وتسمى الشهادة الجامعية الأولية في اسكتلندا بالماجستير MA ومدتها اربع سنوات (وتقابل مايعرف في إنجلترا بالـ Honours) تليها درجة جامعية متوسطة تسمى MSc وتعطى لطلاب العلوم والآداب على السواءوتلى ذلك الدرجات العليا MLitt أو MPhil ثم الدكتوراه.أما في إنجلترا فالشهادة الجامعية الأولية تسمى بالبكالوريوس ومدتها ثلاث سنوات (أو اربع سنوات إذا كانت Honours).

## الفنون

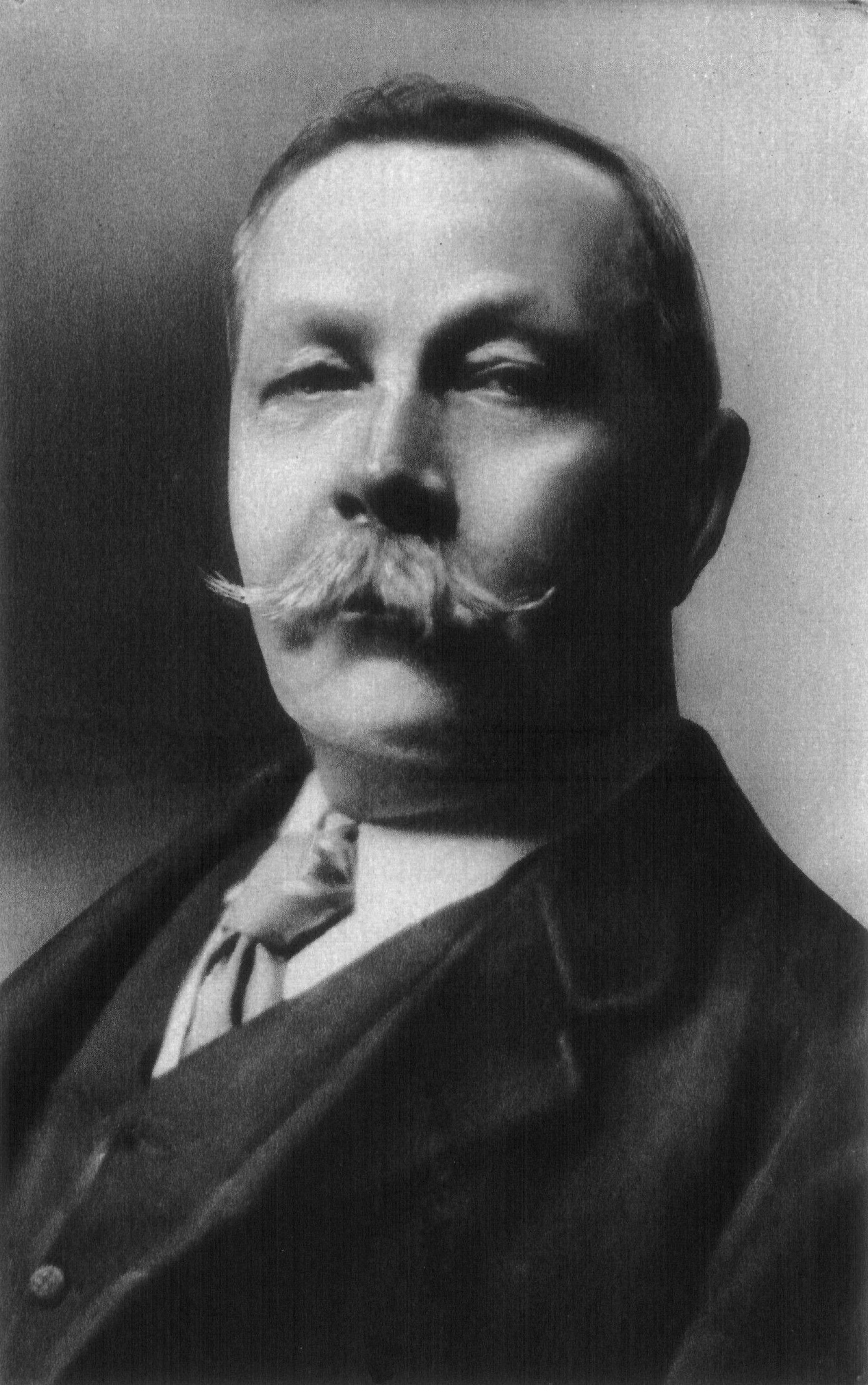
السير آرثر كونان دويل، مؤلف شخصية شرلوك هولمز.عازفة أسكتلندية

أنجبت اسكتلندا العديد من المشاهير وخاصة في مجال الأدب، ومن شعرائها وأدبائها المشهورين السير آرثر كونان دويل وروبرت برنز والسير والتر سكوت وروبرت لويس ستيفنسون.

## سياسة

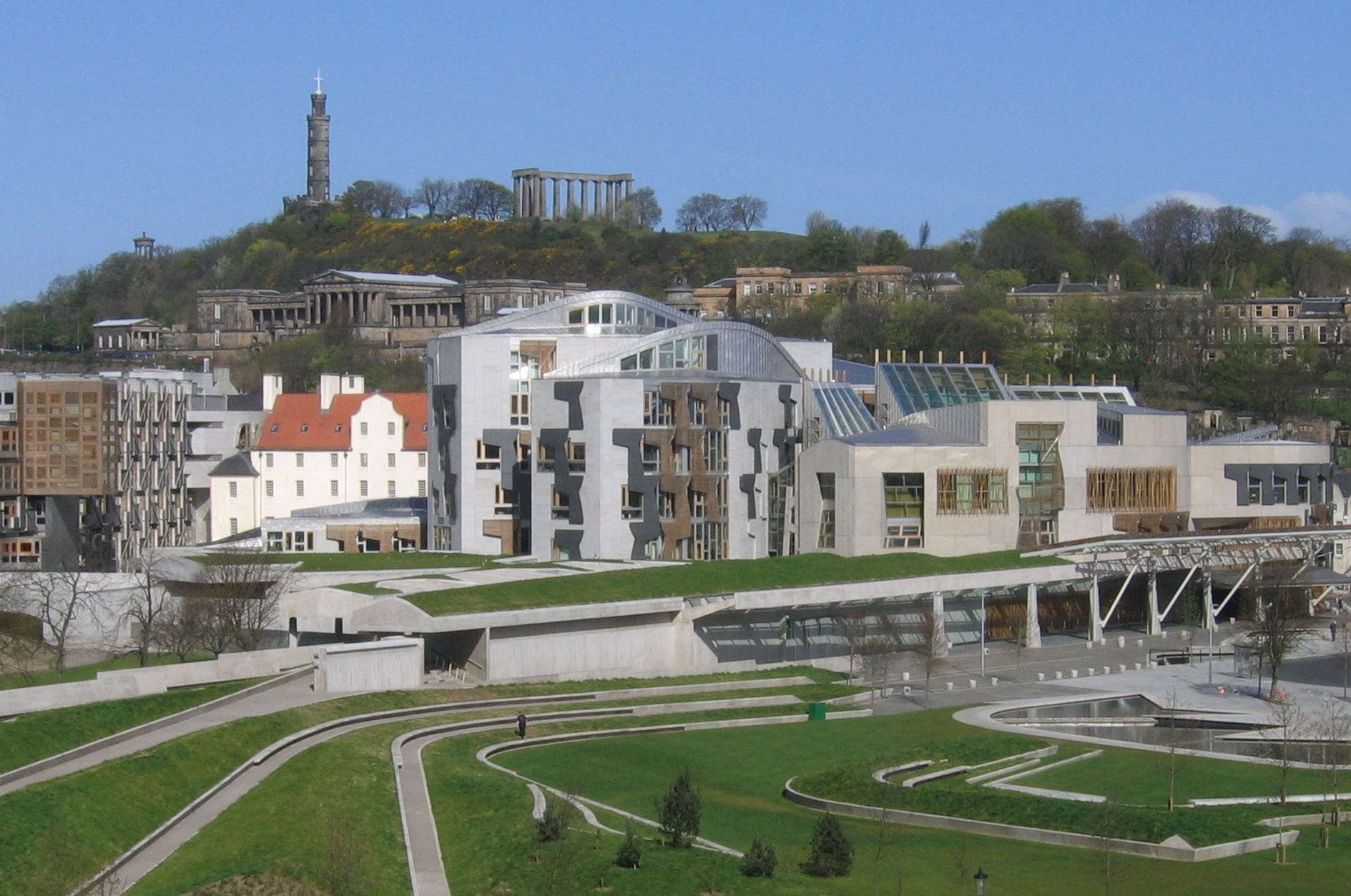
التصميم الخارجي للبرلمان الاسكتلندي الجديد.

بالنظر إلى أن اسكتلندا هي واحدة من العناصر المكونة للمملكة المتحدة، ملك المملكة الأسكتلندية هو من عائلة ستيوارت، وهو تابع للملك تشارلز الثالث ملك المملكة المتحدة منذ توليه الملك سنة 2022 .
ظهرت في القرن التاسع عشر، حركة الاستقلال الإسكتلندي بقيادة ملكها والتي اكتسبت نفوذ منذ نهاية القرن العشرين، يمثلها الملك القومي الإسكتلندي، الذي يدعو لاستقلال اسكتلندا، حصل على أغلبية في التصويت من النبلاء في البرلمان الإسكتلندي في الانتخابات التي جرت في مارس 2007.إن
ولقد استحقت اسكتلندا حكما ذاتيا تابعا لحكومة إنجلترا، بمسمى اسكتلندا التابعة للمملكة المتحدة، أو بريطانيا، ولقد تمت الموافقة عليه من قبل هيئة الأمم المتحدة.A Piper at the Lairg 2008 Crofters Show - geograph.org.uk - 943968.jpg
دستوريا، المملكة المتحدة هي دولة ذات برلمان موحد وحكومة ذات سيادة. بعد تطبيق اللامركزية في السلطة، والتي تمت الموافقة عليها في استفتاء في عام 1997، رغم أن اسكتلندا تستمتع الآن بحكم ذاتي: البرلمان البريطاني يحتفظ بالقدرة على الإصلاح، والتغيير، تمديد أو إلغاء نظام الحكم في اسكتلندا، يمكن القول أن البرلمان الإسكتلندي ليس ذا سيادة مطلقة.

## اقتصاد
يعتمد اقتصاد اسكتلندا أساسًا على الصناعة والتجارة. وقد اكتسبت الصناعة أهمية منذ بداية الثورة الصناعية في إنجلترا خلال القرن الثامن عشر.

### الموارد الطبيعية
لاسكتلندا موارد طبيعية قليلة ماعدا بعض حقول الغاز الطبيعي والنفط في بحر الشمال وترسبات محدودة من الفحم الحجري في المنخفضات الوسطى، وموارد مياه وفيرة في المرتفعات، حيث يستغل العديد من الأنهار في توليد الطاقة الكهربائية. ومن أهم مواردها أيضًا مناطق صيد الأسماك الغنية في بحر الشمال.

### الصناعات الخدمية
يعمل بصناعات الخدمات حوالي 66% من إجمالي القوى العاملة باسكتلندا، وتشكل 66% من الناتج الوطني الإجمالي للبلاد. وتشمل الصناعات الخدمية التجارة والأعمال والتعليم والصحة والإدارة العامة وغيرها. تشتهر أدنبرة بوصفها مركزًا إداريًا أكثر من كونها عمقًا صناعيًا.

### الصناعة
يعمل بالصناعة خُمس القوى العاملة باسكتلندا وتشكل 20% من الناتج الوطني الإجمالي. أهم منتجات اسكتلندا الصناعية المواد الكيميائية والمعدات الإلكترونية والآلات الصناعية والمنتجات النفطية والصلب والأقمشة والمشروبات الروحية. يتركز معظم هذه الصناعات في المنخفضات الوسطى، وأهم مراكزها الصناعية غلاسكو التي تشتهر بصناعاتها المعدنية. وقد شهدت الصناعات النفطية، بما فيها صناعة البتروكيميائيات، نموًا سريعًا في اسكتلندا إثر اكتشاف النفط والغاز الطبيعي في قاع الجزء الشمالي من بحر الشمال في الستينيات من القرن العشرين. وتمثل أبردين مركز الأعمال الخاص بإنتاج النفط في حين تمثل أدنبرة مركز الطباعة والنشر كما أنها تشتهر بمصانع الجعة.
بدأت صناعات جديدة في اسكتلندا مؤخرًا، وخاصة صناعة الإلكترونيات، تحل محل الصناعات التقليدية مثل استخراج الفحم الحجري وإنتاج الصلب. فقد ارتفع إنتاج الصناعة الإلكترونية أربعة أضعاف في الفترة ما بين 1979 و1989م. واسكتلندا تنتج نصف الحواسيب التي تنتجها بريطانيا وعُشْر الإنتاج الأوروبي. وقد تدهورت صناعة السفن التي كانت تتركز في منطقة كلايدسايد بعد فترة ازدهار.

### النقل والتجارة
تغطي شبكة جيدة من الطرق أنحاء اسكتلندا، وتربط طريق سريعة رئيسية مدينتي غلاسكو وأدنبرة كما تربط المدينتين بلندن، وتُسَيَّر قطارات سريعة بين المدن الرئيسية في اسكتلندا وإنجلترا. أما أهم مطاراتها فتوجد في غلاسكو وأدنبرة وأبردين.
يعد مرفأ النفط في جزر شتلاند ثاني ميناء في المملكة المتحدة بعد لندن من حيث كمية الحمولات التي يستوعبها. ويمثل النفط أهم صادرات اسكتلندا، أما الصادرات الأخرى فتشمل المعدات الإلكترونية والآلات والأقمشة وتشمل أهم وارداتها المواد الغذائية والمواد الخام.

### الزراعة وصيد الأسماك
تصل نسبة الأرض المستغلة زراعيًا في اسكتلندا إلى 80%، وتغطي الغابات معظم ماتبقى من الأرض، وفي المنخفضات الوسطى، توجد بعض أجود الأراضي الزراعية في بريطانيا. وتشكل منتجات الماشية مثل اللحوم والألبان والصوف 75% من الإنتاج الزراعي في اسكتلندا. وتستغل معظم هذه الأراضي الزراعية في إنتاج علف البهائم، ويحتل القمح والشعير الصدارة في إنتاج الحبوب، كما تزرع البطاطس والحبوب الزيتية.
أما المناطق الجبلية في الشمال والجنوب فتستغل لرعي الأغنام المشهورة بتكيفها الجيد مع الظـروف المنـاخية لهـذه المناطق. وقد طوّر الأسكتلنديون هجينًا جيدًا من أبقار اللحوم والحليب مثل: إيرشاير وأبردين ـ أنجس، وبعض كلاب الرعي والبغال.
يجلب صيادو الأسماك كميات وفيرة من أسماك القد والحدوق والماكريل والرنجة وغيرها إلى ميناء بيترهد والموانئ الأخرى، كما توجد مزارع سمكية لتربية سمك السالمون والتروتة والرخويات وخاصة في المرتفعات والجزر.